# هافدان نيلسن
هافدان نيلسن (بالنرويجية البوكمول: Halfdan Nielsen)‏ هو متزلج سريع نرويجي، ولد في 26 مارس 1874، وتوفي في 21 يونيو 1952.

## وصلات خارجية
- هافدان نيلسن على موقع SpeedSkatingBase.eu (الإنجليزية)
- هافدان نيلسن على موقع SpeedSkatingNews.info (الإنجليزية)
- هافدان نيلسن على موقع SpeedSkatingStats.com (الإنجليزية)